# Сен-Медар-д’Они
Сен-Меда́р-д’Они́ (фр. Saint-Médard-d’Aunis) — коммуна во Франции, находится в регионе Пуату — Шаранта. Департамент коммуны — Приморская Шаранта. Входит в состав кантона Ла-Жарри. Округ коммуны — Ла-Рошель.
Код INSEE коммуны — 17373.

## Население
Население коммуны на 2010 год составляло 1820 человек.
| 1962 | 1968 | 1975 | 1982 | 1990 | 1999 | 2010 |
| ---- | ---- | ---- | ---- | ---- | ---- | ---- |
| 713  | 713  | 764  | 1002 | 1073 | 1254 | 1820 |